# Murago (vattendrag i Burundi, Bururi, lat -3,87, long 29,56)
Murago är ett vattendrag i Burundi.   Det ligger i provinsen Bururi, i den sydvästra delen av landet, 60 km söder om huvudstaden Bujumbura.
Omgivningarna runt Murago är en mosaik av jordbruksmark och naturlig växtlighet. Runt Murago är det ganska tätbefolkat, med 166 invånare per kvadratkilometer.